# Доисторические Нидерланды
Доисторический (дописьменный) период в истории Нидерландов охватывает время с появления первых доисторических людей и до захвата её территории римлянами. Все сведения о данном периоде происходят только из археологических источников.

## Нижний и средний палеолит
Неандертальцы, занимавшиеся охотой и собирательством, заселили территорию современных Нидерландов ещё в эпоху среднего палеолита. Находки, относящиеся к неандертальцам, спорадичны и для некоторых периодов вообще отсутствуют — возможно, их отсутствие связано с чередованием оледенений и потеплений. Неандертальцы обитали в Европе и, в частности, на территории современных Нидерландов, в конце среднего плейстоцена (465—128 тыс. лет назад) и позднего плейстоцена (128—11,5 тыс. лет назад) на северо-западе Европы.
Древнейшие известные следы неандертальцев на территории Нидерландов относятся к среднему палеолиту, около 250 000 лет назад, и представляют собой остатки стоянки в карьере Бельведер (бельведерское межледниковье) близ Маастрихта и в карьере Квинтелойен близ Ренена (Утрехт). К западу от Маастрихта на юго-востоке страны недалеко от стоянки Маастрихт-Бельведер археологи раскопали кремнёвые и костяные фрагменты возрастом около 200—250 тыс. лет, которые несут остатки красной охры. В местонахождении Мидельдьеп на дне Северного моря в 15 км от побережья обнаружен фрагмент лобной кости неандертальца. У неандертальца из Северного моря Krijn, который жил между 70 000 и 50 000 лет назад, имеется заметная выпуклость в области правого глаза, образовавшаяся в результате небольшой опухоли.
Точно неизвестно, когда в Европу попали кроманьонцы, однако их первые следы относятся ко времени последнего ледникового периода.

## Верхний палеолит и окончание последнего оледенения
Во время последнего оледенения (14650—11650 лет назад) на территории Нидерландов были представлены пять археологических культур: мадленская, гамбургская, кресвельская, Федермессер и аренсбургская.
Украшенная зигзагом кость бизона, выловленная в Северном море, датируется возрастом около 13 500 лет, была выловлена из Северного моря в 2005 году. Голландский национальный музей древностей позже получил кость в качестве долгосрочного займа от частного коллекционера. Левая теменная кость черепа человека, выловленная из Северного моря в Роттердаме, датируется возрастом более 13 000 лет.
С начала голоцена (около 11 700 лет назад — до настоящего времени) температура начала расти, что привело к подъёму уровня моря и образованию Северного моря в нынешних границах. Возможно, эти факторы способствовали переселению мезолитических охотников и собирателей подальше от побережья на материк, однако их переход к оседлому образу жизни произошёл намного позднее. К этому периоду относится чёлн из Пессе — до настоящего времени старейшая известная лодка-долблёнка в мире (8200—7600 лет до н. э.). Вместе с повышением атмосферной температуры сфера обитания северного оленя смещается на север, и вслед за ним мигрируют и охотники на северного оленя. Оставшиеся группы населения адаптировались к изменившемуся климату. Наряду с охотой в хозяйстве играли роль рыболовство и сбор дикорастущих растений и плодов. Поскольку люди больше не могли рассчитывать на северного оленя как источник пищи, поселения стали более постоянными. Возрастом ок. 7000—7500 лет назад (поздний мезолит — ранний неолит) датируются останки Трейнтье. Из 5 образцов охотников-собирателей Доггерленда, живших между 8000 и 10 000 годами, удалось секвенировать ДНК. Два зазубренных наконечника из мезолита Доггерленда были изготовлены из человеческой кости.

## Неолит

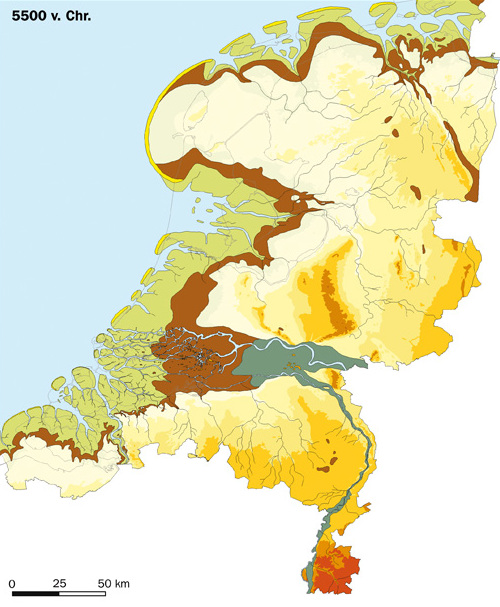
Ландшафт Нидерландов около 5500 г. до н. э.
Прибрежные пляжи и дюны
Зоны приливов-отливов (песочные ватты, ил и солончаки)
Болота и влажные почвы вдоль крупных рек
Долины крупных рек (не заболоченные)
Речные дюны
Открытые водоёмы (море, лагуны, реки)
Плейстоценовый ландшафт (> -6 м над уровнем моря)
Плейстоценовый ландшафт (-6 м - 0 м)
Плейстоценовый ландшафт (0 м - 10 м)
Плейстоценовый ландшафт (10 м - 20 м)
Плейстоценовый ландшафт (20 м - 50 м)
Плейстоценовый ландшафт (50 м - 100 м)
Плейстоценовый ландшафт (100 м - 200 м)

В эпоху раннего неолита произошёл окончательный переход от кочевого образа жизни, связанного с охотой и собирательством, к оседлому земледелию и скотоводству, именуемый среди историков неолитической революцией. Об этом можно судить по предметам, найденным в захоронениях, а также по следам земледелия на лёссовых плато в Южном Лимбурге. Люди начали окультуривать растения и одомашнивать животных, таких, как собака, овца, коза, крупный рогатый скот и свиньи. Появляются и новые растения — в частности, злаки, чечевица и горох. Наряду с этим появляются и антропогенные изменения в ландшафте. В результате земледелия происходит обезлесение, однако благодаря приросту продуктов питания по сравнению с прежним образом жизни происходит также прирост населения. С этим периодом связаны находки культуры линейно-ленточной керамики (около 5500 — 4400 гг. до н. э.) и наследовавшей ей рёссенской культуры (около 4500 — 4000 гг. до н. э.) в лёссовой местности на юге Лимбурга. Указанные культуры не могли расселиться далее в низменностях, поскольку они ещё не имели плуга, чтобы вспахивать суглинок, малопригодный для земледелия. По данной причине в суглинковых низменностях ещё длительное время были распространены охота и собирательство. Там, где в настоящее время расположены прибрежные провинции, в эпоху неолита находилась огромная заболоченная дельта, где имелось множество небольших озёр, болот и ручьёв. В те времена озера Эйсселмер ещё не было — вместо него существовало огромное болото, на котором обитало множество птиц и рыб, служивших для охотников и рыбаков источником пищи.
Около 4500 г. до н. э. по пока непонятной причине временно исчезает земледельческая культура на юге современных Нидерландов. Около 4300 г. до н. э. имеются лишь отдельные следы охотников и земледельцев  свифтербантской культуры (5600 — 3400 гг. до н. э.). Наиболее ранние находки данной культуры практически неотличимы от находок субнеолитической культуры Эртебёлле. В последующий период (средний неолит) оставляет после себя следы михельсбергская культура (около 4400 — 3500 гг. до н. э.), в то время как культура воронковидных кубков (около 4350 — 2800/2700 гг. до н. э.) на севере сооружает дольмены, а на западе существует флаардингенская культура (около 3500 — 2500 гг. до н. э.). Культура Флаардинген сохраняла некоторые мезолитические характеристики, поскольку землепашество в регионе между Маасом и Рейном было не всегда возможным.

## Медный и бронзовый век

Изменение ландшафта Нидерландов с 5500 г. до н.э. по 800 г. н.э.

В позднем неолите на территории Нидерландов были отмечены следы двух различных культур: шнуровой керамики (около 2850—2450 гг. до н. э.) и затем колоколовидных кубков (около 2700—2100 гг. до н. э.). Возможно, именно с ними связано появление в Нидерландах колеса, что способствовало торговле на большие расстояния. Впервые возникает обработка металла, на что указывают каменные наковальни и медные кинжалы, найденные у деревни Люнтерен в историческом регионе Велюве, что означает переход к эпохе бронзового века. Эта эпоха принесла процветание на территорию современной провинции Дренте, где, вероятно, пролегала важная торговая трасса, ведущая в направлении Балтийского моря и Скандинавии.
В этот же период возникает хилверсюмская культура (около 1800—1200 гг. до н. э.), в которой происходит дальнейшее развитие земледелия, в частности, начинается хозяйственное использование навоза, соломы и запасание фуража для скота на зиму. Ядром данной культуры была территория современной Фландрии и юга Нидерландов. К северо-востоку от неё существовала элпская культура (1800—800 гг. до н. э.), а на территории современной Западной Фрисландии — хоогкарспелская культура (Hoogkarspelcultuur). Указанные культуры, объединяемые под термином «северо-западный блок», имели множество сходных черт и входили в сеть торговых обменов северо-западной Европы бронзового века. Люди культур северо-западного блока были, по-видимому, не кельтами, так как с появлением в этих местах в позднем бронзовом веке культуры полей погребальных урн, иерархичной по своему устройству, происходит разрыв с прежними относительно эгалитарными культурными традициями.

## Железный век
В эпоху железного века, начиная примерно с 1000 г. до н. э., из центральной Европы на территорию Нидерландов проникают кельты (гальштатская культура). Со временем, примерно с 450 г. до н. э., гальштатскую культуру сменяет латенская культура, которая существует в центральной и западной Европе до наступления римского периода в 1 в. до н. э.
В отличие от докельтских культур, относительно эгалитарных, кельтское общество было аристократическим, с военной и друидской элитой. Кельты пользовались золотом как мерилом богатства, как показателем военного статуса — более престижного, чем можно было достичь через земледелие. Наиболее высокий статус имели воины, во главе которых стояли вожди. Возможно, подобная форма социальной организации стала возможной благодаря росту торговых обменов. В результате также происходит рост ремесленного труда. Началась торговля доспехами, оружием и сбруей на торговых площадях, из которых постепенно вырастали оппидумы.
Привлечённые богатством кельтов, во 2 в. до н. э. германцы начинают мигрировать на запад. Их миграция облегчается рыхлостью кельтской общественной структуры, отсутствием организационной связи между различными кельтскими племенами. У германцев тоже было аристократическое общество, состоявшее из благородных, свободных, зависимых и рабов. В верховьях рек, в связи с повышением уровня моря (трансгрессией) населению пришлось бороться с ухудшением условий проживания, в результате чего возникают, в частности, «кельтские поля», начинается сооружение на болотах искусственных холмов (насыпей), тогда как на западе начинается добыча торфа из болот.
До определённого времени исторические источники (древнегреческие и древнеримские) недостаточно чётко отличали германцев от кельтов. Помимо того, происходил процесс попадания германских по происхождению племён под культурное влияние кельтов, или наоборот.
О верованиях кельтов и германцев в дописьменный период известно мало. Римские источники описывают их поверхностно, в приукрашенном виде. Германская мифология того времени, на заре новой эры, скорее всего, сильно отличалась от известной нам скандинавской и западногерманской, дошедшей до нас, например, в «Младшей Эдде» Снорри Стурлусона.